# Kantanka Automobile
Kantanka Automobile este o companie de automobile din Africa, cu sediul în Ghana. Primul vehicul al companiei a fost Kantanka TJ, un camion care se baza pe designul Bedford TJ, care a încetat să mai fie produs cu câțiva ani înainte. Astăzi, Kantanka TJ este singurul camion produs de companie împreună cu alte vehicule care sunt produse de truse de eliminare, posibil trimise de compania auto chineză Foday.

## Istoric
În 1991, guvernul african a dorit o companie auto care să producă vehicule construite local. În 1992, guvernul a încercat să încheie un acord cu AWD Trucks pentru a produce Bedford TJ în Africa, cu toate acestea, câteva luni mai târziu, AWD Trucks a fost fuzionat cu Vauxhall Motors, în 1993, guvernul a reușit în cele din urmă să licențieze proiectul Bedford TJ, care nu mai este disponibil, de către Vauxhall. Motoare. În 1994, guvernul a finanțat deschiderea unei fabrici în Ghana pentru producerea camionului, iar câteva luni mai târziu au deschis fabrica.
În 1995, compania a început să producă Kantanka TJ, care era identic cu Bedford TJ. În primele câteva luni, au vândut în jur de 5.000 de unități în Africa și în țările vecine. În anii care au urmat, compania a produs, de asemenea, diverse vehicule de pasageri, inclusiv un SUV care erau foarte populare la acea vreme. Din 1995 până în 2006 a produs și prima generație Volkswagen Caddy sub numele de Kantanka Caddy. În 2015, GAZ a cumpărat o participație de 30% la companie. De asemenea, compania exportă vehicule în Rusia, Mexic, Grecia, Chile și Germania.

## Modele
- Kantanka Nkunimdie SUV
- Kanatanka Omama Pickup
- Kantaka Onantefo 4x4 Pickup SUV
- Otumfuo SUV
- Kantanka TJ
- Kantanka K71 small SUV
- Kantanka Caddy
- Kantanka Amoanimaa
- Kantanka Mensah
- Kantanka Omama luxury 4x4

## linkuri externe
- "About Apostle Safo" Arhivat în 13 februarie 2016, la Wayback Machine.